# Szaty Wielkie
Szaty Wielkie (niem. Groß Schatten) – wieś w Polsce, położona w województwie warmińsko-mazurskim, w powiecie kętrzyńskim, w gminie Barciany.
| SIMC    | Nazwa | Rodzaj     |
| ------- | ----- | ---------- |
| 0469613 | Rowy  | przysiółek |

W latach 1975–1998 wieś administracyjnie należała do województwa olsztyńskiego.